# Álvaro Cardoso ('Bruceiras')
Álvaro Cardoso nasceu cerca de 1440 em Évora, filho de Fernão de Álvares Cardoso, Deão da Sé de Évora. Foi Desembargador e Embaixador à Cúria de Roma. Era Neto de Álvaro Vasques Cardoso (Senhor da Honra de Cardoso, Alcaide Mor de Trancoso) e bisneto de Vasco Lourenço Cardoso (Senhor da Casa e Quinta de Cardoso).  
 

## Homónimos
Naquela época houve sete indivíduos chamados Álvaro Cardoso, conforme o que se observa pela consulta das Chancelarias Régias na Torre do Tombo de Lisboa. Eram primos entre eles, uns em quarto grau, outros em quinto e mais afastados.  Um outro Dr. Álvaro Cardoso, filho de Diogo Cardoso, Fidalgo da Casa Real, nascido cerca de 1510,  seu primo em quarto grau, que também foi Desembargador, sucessor na casa de seu pai e Senhor do Morgado de Penedono,  muito estimado na Corte de D. João III de Portugal, foi confundido por alguns genealogistas com este Álvaro Cardoso.
  Junta-se ‘Bruceiras’ ao seu nome para o distinguir dos outros, já que foi ele o Dr. Álvaro Cardoso que instituiu o Morgado de Bruceiras .
Um dos seus homónimos, seu quarto primo, estabeleceu-se em Castelo Branco e aí recebeu mercês de D. Manuel I de Portugal, posteriormente confirmadas por D. João III, entre as quais “Vedor das obras da dita vila”. 
Alão de Morais e Felgueiras Gaio divergem na genealogia deste Dr. Álvaro Cardoso, mas uma pesquisa recente dá razão ao primeiro autor, que defendeu que ele foi um dos filhos do Deão da Sé de Évora.

## A questão da sua Filiação
O Deão da Sé de Évora, Fernão de Álvares Cardoso, foi confessor de D. Afonso V de Portugal, Deão da sua capela e Protonotário Apostólico e depois eleito Bispo de Viseu.
A divergência entre os dois autores deve-se ao facto de Felgueiras Gaio ter sido induzido em erro pelo que escreveu um tal Frei Nuno de Santa Maria, afirmando que o Bispo era viúvo quando se tornou clérigo de missa e já tinha os filhos, o que se verificou documentalmente por pesquisa recente que é falso.
De facto, foi encontrada e transcrita a seguinte carta de legitimação de D. Afonso V, quer na sua chancelaria quer na sua reprodução na Leitura Nova de D. Manuel I. 
Tem carta de legitimação de Nuno Cardoso, Fernão Cardoso, Álvaro Cardoso e Lianor Cardoso, filhos de Fernão d’Álvares Cardoso, clérigo de missa, deão de Évora, confessor nosso, e de Maria Anes, mulher solteira, aos tempos de seus nascimentos. Carta em forma dada em Santarém no postumeiro dia de Maio. El-Rei o mandou pero doutor Rui Gomes Dalvarenga do seu conselho e de seu desembargo, etc. Ano de Nosso Senhor Jesus Cristo de 1451
(actualizada a ortografia).

A acrescer a isso, foi-lhe legitimada pelo mesmo rei outra filha em 10.08.1451 por carta de legitimação, passada em Lisboa,  a quem foi dado o nome de Brites Fernandes Cardoso, que teve com outra mulher solteira, à data de seu nascimento, chamada Joana Fernandes, com dizeres semelhantes. 

Este Dr. Álvaro Cardoso era efectivamente filho de Fernão de Álvares Cardoso, Deão da sé de Évora, confessor de D. Afonso V e depois Bispo de Viseu, como defendeu Alão de Morais.

## Biografia
O Dr. Álvaro Cardoso ('Bruceiras') formou-se em Leis, foi Desembargador e Embaixador à Cúria de Roma. Não casou, mas enquanto esteve em Roma teve manceba e com ela o filho António Cardoso. Segundo Felgueiras Gaio, foi Senhor da casa de seu pai. Em 1533 instituíu o Morgado de Bruceiras (Évora, Alentejo), no qual lhe sucedeu o seu filho António Cardoso.